# Louis Braille
Louis Braille (Coupvray, Sena i Marne, 4 de gener de 1809 - París, 6 de gener de 1852) va ser un professor francès i capellà catòlic, famós per ser l'inventor l'any 1829 del braille, un sistema de lectura i escriptura per a cecs.

## Biografia
Louis Braille va néixer a Coupvray, a prop de París. Als 3 anys va perdre la vista. Es va infectar l'ull esquerre en un accident al taller del seu pare. La infecció li va acabar afectant també l'ull dret i li va provocar una ceguesa irreversible.
Després d'obtenir una beca d'estudis, el 1819 es va traslladar a París, on va ingressar a l'Institut Nacional per a Joves Cecs, institució en la qual posteriorment va exercir com a professor. En aquest mateix centre, va conèixer Charles Barbier, inventor d'un sistema de lectura per a cecs que Braille reformà i completà de ben jove (amb només 15 anys) fins a convertir-lo en el que seria el sistema universal de lectura per als afectats de ceguesa. Braille va morir a París com a conseqüència d'una tuberculosi el 6 de gener de 1852.

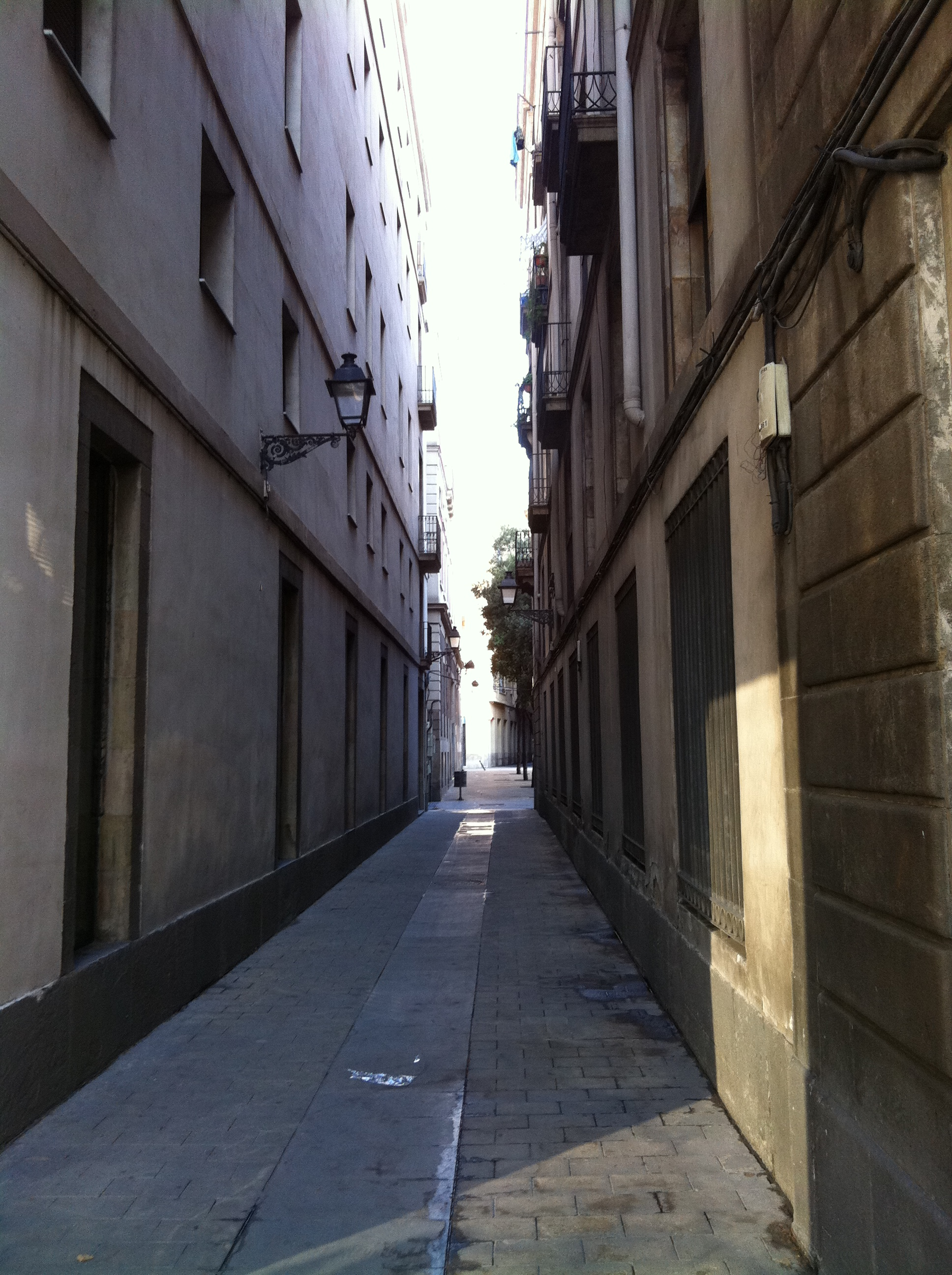
Carrer dedicat a Louis Braille a Ciutat Vella, a Barcelona

Aquest sistema, anomenat braille en honor del seu inventor, consta de 63 caràcters formats per un conjunt d'un a sis punts i que, en ser impresos en relleu, permeten la lectura mitjançant el tacte. Així mateix, els caràcters que integren el sistema, que Braille va publicar el 1829 i 1837, estan adaptats a la notació musical, la qual cosa facilita la seva comprensió. Malalt de tuberculosi, va morir el 6 de gener de 1852 i va ser enterrat a la seva localitat natal. El 1952, un segle després de la seva mort, les seves restes foren traslladades a París i fou enterrat al Panteó.
Una cel·la de braille consisteix en sis punts en relleu perceptibles al tacte. El sistema braille, que era originari de França, va utilitzar molts símbols corresponents a les 64 combinacions dels sis punts que l'originen per a representar accents especials corresponents al francès. En utilitzar-se en altres idiomes, les combinacions de punts braille canvien de significat. Per exemple, els punts finals i signe de majúscula canvien de l'espanyol a l'anglès. Els cecs tenen molt desenvolupats els altres sentits. Llegeixen al tacte, movent la mà d'esquerra a dreta pel text marcat per punts i guions en relleu.